# Heronsbrunnen

Prinzip des Heronsbrunnens

Ein Heronsbrunnen ist ein nach seinem Erfinder Heron von Alexandria († nach 62) benannter Springbrunnen mit drei verbundenen Wasserbehältern, der ohne Einfluss von außen arbeitet, zunächst scheinbar endlos. Dabei bewirkt Wasser in einem höheren gelegenen Reservoir durch Zusammenspiel der Luftdrücke und Wasserstände in den verbundenen Behältern, dass eine Fontäne in das Ausgangsreservoir spritzt, somit vermeintlich ein endloser Wasserkreislauf. Dieser endet jedoch, wenn das oben eingefüllte Wasser nach unten durchgesackt ist. Je nach Baugröße kann ein solcher Heronsbrunnen stundenlang funktionieren, ohne dass nach dem Anlaufen von außen weitere Arbeit geleistet oder Energie zugefügt werden muss. Er ist jedoch kein Perpetuum mobile, sondern ein simpler Pumpspeicher. Es wird ausgenutzt, dass die Dichte (genaugenommen die Wichte) von Wasser ungefähr 800-mal so hoch ist wie von Luft, wodurch hoher Wasserdruck von unten nach oben „verlagert“ werden kann.
Die Abbildung zeigt das Prinzip des Heronsbrunnens. Das Wasser, das im obersten, nach oben offenen Behälter aufgefangen wird, fließt in den unteren Behälter K1 und komprimiert die darin befindliche Luft über dem Wasserspiegel durch den Druck der Wassersäule mit der Höhe D. Durch eine weitere Röhre, die jedoch mit Luft bzw. konkret einer Luftsäule gefüllt ist, wird dieser Druck im unteren Behälter nahezu gleich an den höher gelegenen mittleren Behälter K2 weitergegeben, der wiederum auf den dortigen Wasserspiegel wirkt und das Wasser durch die nach oben führende zentrische Röhre mit einer abschließenden Düse hinausdrückt, so dass eine Fontäne entsteht. Das Wasser der Fontäne wird vom oberen Behälter wieder aufgefangen, so dass ein geschlossener Wasserkreislauf gegeben ist.
Zu Beginn ist der Behälter K1 leer und der Behälter K2 voll. Der Wasserspiegel im Behälter K1 steigt mit der Zeit um dasselbe Volumen, wie er im Behälter K2 abfällt. Der Brunnen versiegt, sobald Behälter K2 leer ist. Abgesehen von Verlusten durch Verdunsten oder Danebenspritzen befindet sich dann alles Wasser im Behälter K1.
Die hohe potentielle Energie und kaum wahrnehmbare kinetische Energie des Wasservorrats im obersten Auffangbehälter wird in weniger potentielle Energie und erkennbar höhere kinetische Energie in der Fontäne umgewandelt. Die Fontänenhöhe wird bei Vernachlässigung von Reibungsverlusten durch die immer geringer werdende Druckdifferenz D bestimmt, so dass die Höhe der Fontäne mit der Zeit ebenfalls abnimmt.
Die notwendige potentielle Energie wird dem Brunnen anfangs dadurch mitgegeben, dass das Wasser vom Behälter K1 in den Behälter K2 transportiert werden muss, wobei mechanische Arbeit geleistet werden muss.

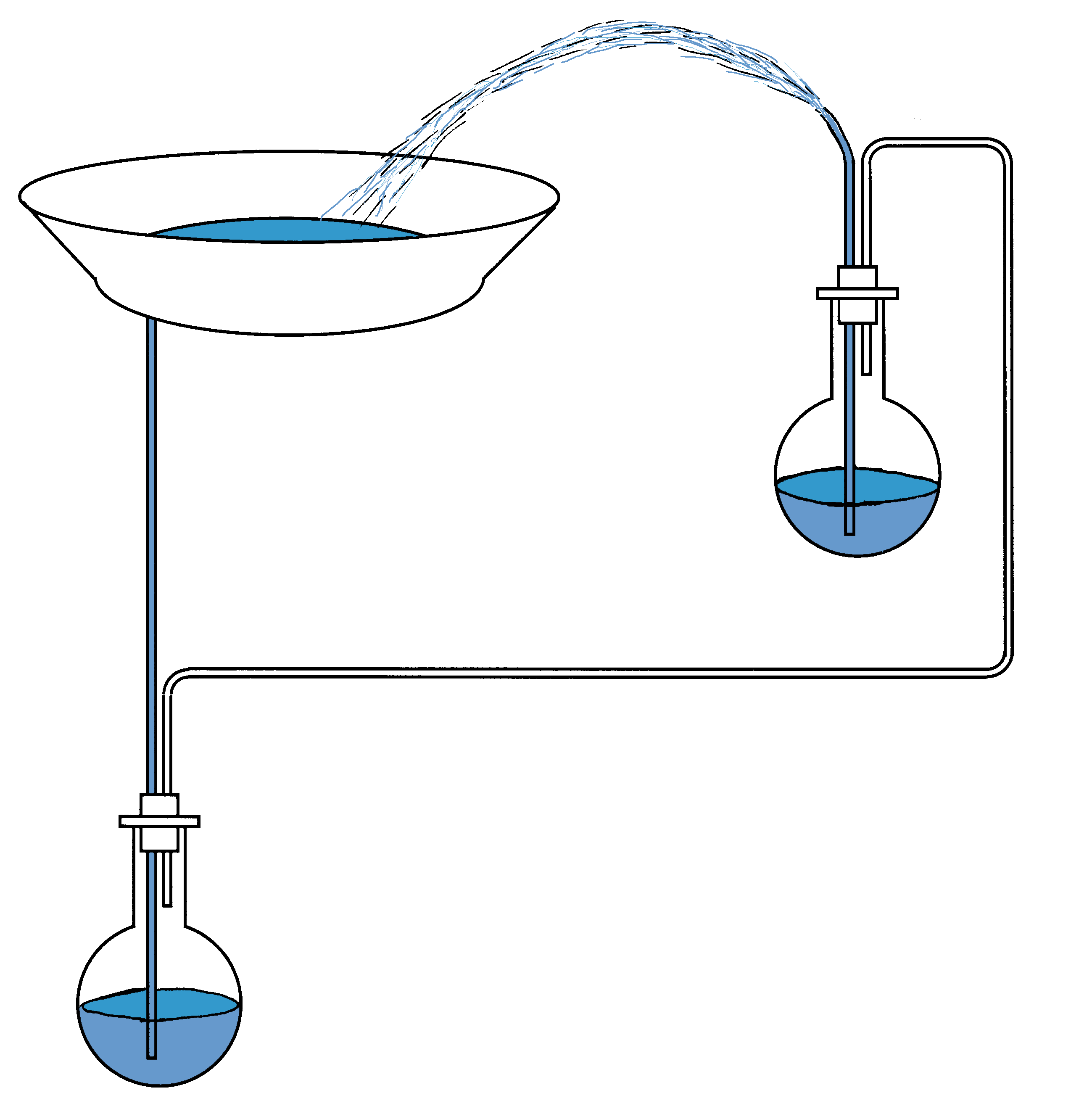
Zeichnung eines Heronsbrunnens
Zeichnung eines Heronsbrunnens
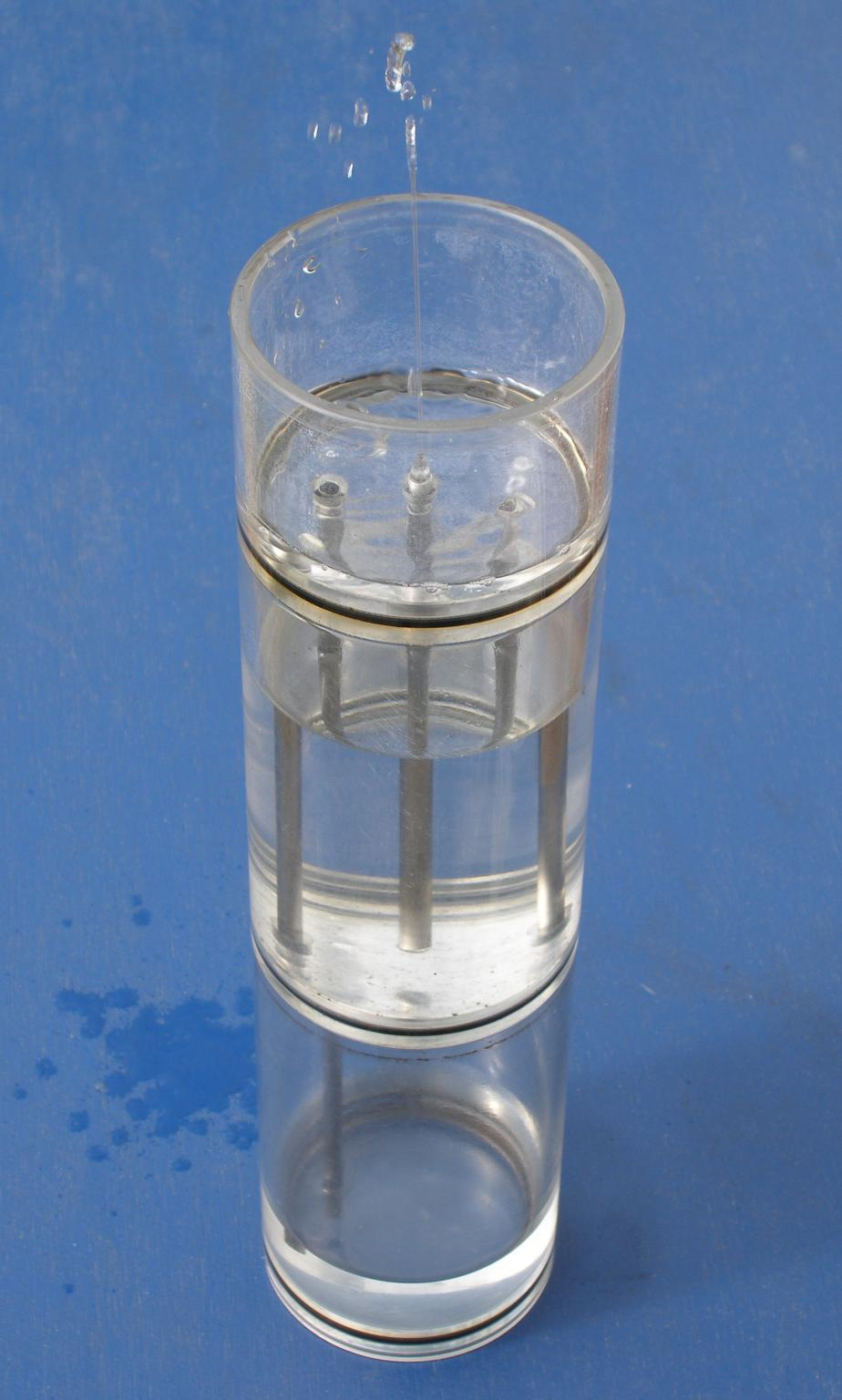
Ausführungsbeispiel eines Heronsbrunnens aus Plexiglas